# Tear Studio
Tear Studio Co., Ltd. (japonês: 株式会社ティアスタジオ, Hepburn: Kabushiki-gaisha Teia Sutajio) foi um estúdio de animação japonesa fundado em 15 de março de 2013. O estúdio foi à falência em dezembro de 2019 com cerca de 43 milhões de ienes em dívida, incluindo cerca de 8 milhões de ienes para aproximadamente 50 animadores.

## Estabelecimento
O Tear Studio foi estabelecido na cidade de Suginami, Tóquio, Japão por Jun Katō. Em 15 de março de 2013, Teartribe foi fundada como o departamento de produção internacional do Tear Studio, com o objetivo de trabalhar em parceria com estúdios chineses com experiência na indústria de animação para alcançar economia estável e uma otima qualidade de produção.

## Produções

### Séries de TV
- Lord of Vermilion: The Crimson King (2018)[4][5]
- Nande Koko ni Sensei Ga!? (2019)[6][7]

### Filmes
- The Royal Tutor (2019)[8][5]

### OVAs
- Fragtime (2019)[9][10]
- Nande Koko ni Sensei Ga!? (2019)[11]